# Dirección General de Trabajo Autónomo
La Dirección General de Trabajo Autónomo (DGTA) es el órgano directivo del Ministerio de Trabajo y Economía Social, adscrito a la Secretaría de Estado de Trabajo, responsable del impulso y promoción del trabajo autónomo y de la promoción de la cultura emprendedora.

## Historia
La Dirección General de Trabajo Autónomo se creó por Real Decreto 1009/2023, de 5 de diciembre, al separar las competencias relacionadas con el trabajo autónomo de la Dirección General del Trabajo Autónomo, de la Economía Social y de la Responsabilidad Social de las Empresas, que había poseído estas responsabilidades desde el año 2004, cuando se empezó a poner el foco en este tipo de trabajo. Para desarrollar sus funciones, se le adscribió la Subdirección General del Trabajo Autónomo que existía desde 2012.

## Funciones
La Dirección General de Trabajo Autónomo es responsable de:
1. El diseño de las políticas públicas de impulso y promoción del trabajo autónomo, así como la promoción de la cultura emprendedora, sin perjuicio de las competencias atribuidas a otros departamentos ministeriales y con independencia de su participación en estrategias interministeriales; la coordinación con otros órganos y unidades administrativas para la consecución de los anteriores objetivos, así como el diseño, gestión y seguimiento de programas y ayudas al fomento del trabajo autónomo y de sus organizaciones.
2. La elaboración, promoción o, en su caso, informe de los proyectos normativos y de medidas específicas para trabajadores autónomos y para personas emprendedoras.
3. Las actividades administrativas de calificación, inscripción y certificación de los actos que deban tener acceso al Registro Estatal de Asociaciones Profesionales de Personas Trabajadoras Autónomas.
4. La coordinación y el apoyo técnico necesario para el funcionamiento de los consejos estatales y de otras formas de participación que puedan implementarse en el ámbito de sus competencias.
5. El apoyo técnico y la participación en el ámbito de la Unión Europea, así como en foros y organismos internacionales relacionados con el apoyo, fomento y difusión del trabajo autónomo.
6. El seguimiento de los préstamos concedidos por el extinguido Fondo Nacional de Protección al Trabajo y los que, tras su extinción, se concedieron para el mismo fin con cargo a los Presupuestos Generales del Estado.
7. La realización de estudios, informes y trabajos de investigación, así como la coordinación de los sistemas de información y estadísticos que puedan encomendarse y, en particular, los que tengan incidencia en las materias de su competencia, sin perjuicio de las competencias de la Secretaría General Técnica.
8. La elaboración de informes y consultas relativas a la interpretación y aplicación de las disposiciones jurídicas en el ámbito de las competencias de la Dirección General del Trabajo Autónomo.

## Estructura
De la Dirección General dependen los siguientes órganos, a través de los cuales ejerce sus funciones:
- La Subdirección General del Trabajo Autónomo.